# Emelie Kundrun
Emelie Kundrun (* 20. April 1996  in Berlin) ist eine deutsche Schauspielerin.

## Leben
Ihre ersten Rollen drehte Kundrun 2002 im Alter von sechs Jahren in der Serie Der Ferienarzt in der Episode „Gardasee“ sowie 2003 in Für alle Fälle Stefanie und Ein Mann für den 13. Es folgten weitere Auftritte in Filmen und Serien, wie 2013 in Die Pastorin, wo sie an der Seite von Christine Neubauer die Rolle der Amelie übernahm, Notruf Hafenkante (2013/2016), SOKO Leipzig (2016) und Ein Fall für Zwei (2017).
Emelie Kundrun lebt in Berlin.

## Filmografie
- 2003: Für alle Fälle Stefanie
- 2003: Ein Mann für den 13.
- 2004: Der Ferienarzt (Gardasee)
- 2004: Was heißt hier Oma?
- 2005: Willkommen daheim
- 2005: Lilly Schönauer: Liebe hat Flügel
- 2005: Beutolomäus sucht den Weihnachtsmann
- 2009: Hanni & Nanni
- 2009: Zeiten ändern dich
- 2013: Mathilde von Quedlinburg - Vom Mädchen zur Machtfrau (Dokumentation)
- 2013: Notruf Hafenkante (9x09)
- 2013: Die Pastorin
- 2016: Notruf Hafenkante (12x13)
- 2016, 2021: SOKO Leipzig (17x13, 22×05)
- 2017: Ein Fall für zwei (Folge 4x03)
- 2021: Ein Sommer auf Elba
- 2022: Blutige Anfänger (Folge 3x03, 3x04 & 3x06)

## Synchron
- 2008: Der kleine König Marcius